# Ara militaris

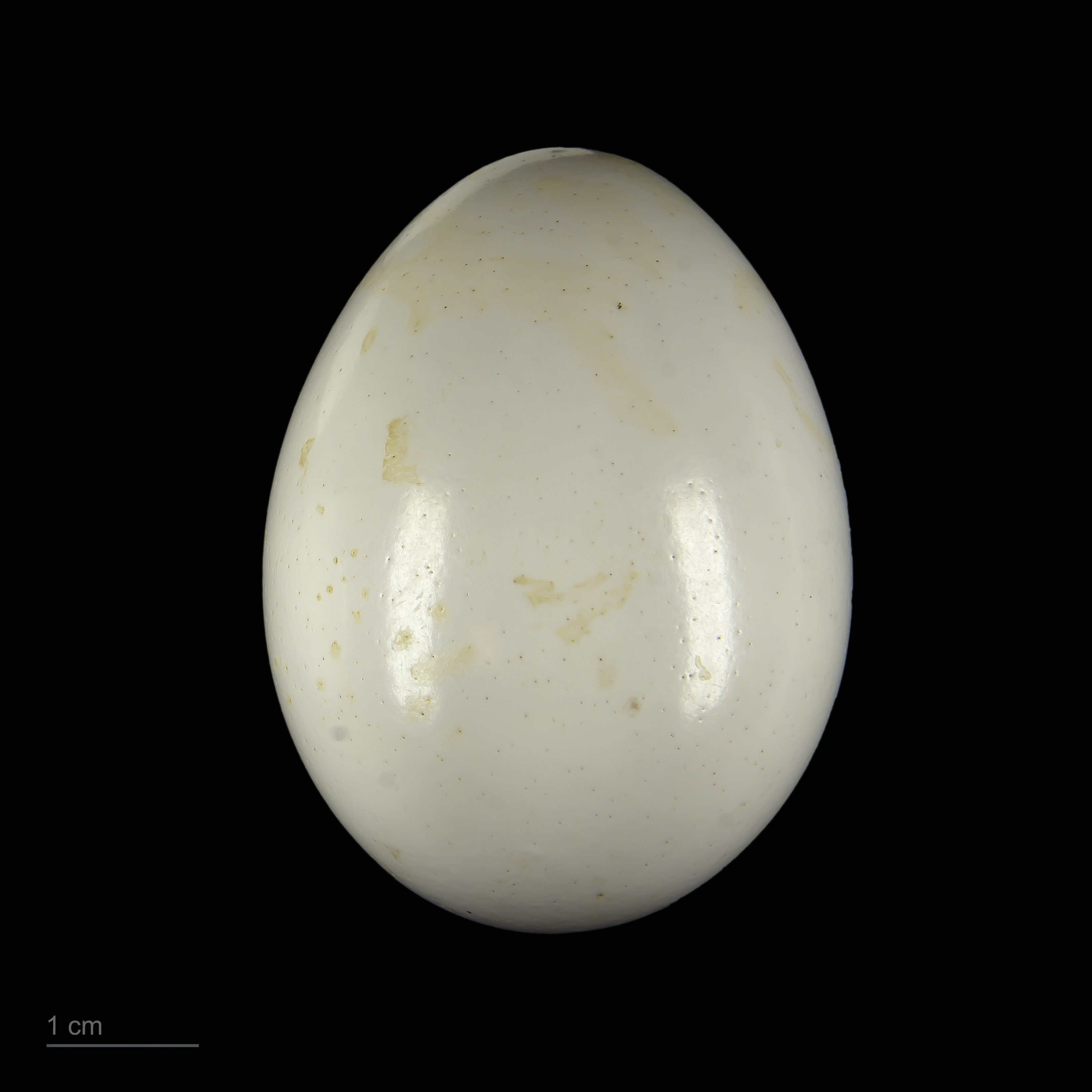
Ara militaris

L'ara militare (Ara militaris) è un uccello della famiglia degli Psittacidi.